# Jovana Jović
Jovana Jović, z domu Jakšić (ur. 30 września 1993 w Belgradzie) – serbska tenisistka.

## Kariera tenisowa
Starty w zawodach juniorskich rozpoczęła w 2008 roku. Osiągnęła w tym czasie 13. miejsce w rankingu juniorskim i dotarła do drugiej rundy French Open i Wimbledonu. W zawodach seniorskich wzięła po raz pierwszy udział latem 2009 roku, grając z dziką kartą w turnieju ITF w Prokuplje, gdzie dotarła do ćwierćfinału. Dwa lata później wygrała ten turniej, pokonując w finale Węgierkę, Zsofię Susanyi. W sumie wygrała siedemnaście turniejów singlowych i cztery deblowe rangi ITF.
W kwietniu 2013 roku wygrała kwalifikacje do turnieju WTA Tour w Monterrey, pokonując Sachię Vickery, Lenkę Wienerovą i Maríę Irigoyen. W fazie głównej turnieju wygrała w pierwszej rundzie z Wierą Duszewiną i przegrała w drugiej z Mariją Kirilenko.
W 2014 roku reprezentowała swój kraj w rozgrywkach Pucharu Federacji.

## Finały turniejów WTA
| Legenda                     | Legenda |
| --------------------------- | ------- |
| Wielki Szlem                |         |
| Igrzyska olimpijskie        |         |
| WTA Tour Championships      |         |
| 2009 – 2020                 |         |
| WTA Premier Mandatory       |         |
| WTA Premier 5               |         |
| WTA Premier                 |         |
| WTA International Series    |         |
| WTA 125K series (2012–2020) |         |

### Gra pojedyncza
| Końcowy wynik | Nr | Data            | Turniej   | Nawierzchnia | Przeciwniczka | Wynik finału |
| ------------- | -- | --------------- | --------- | ------------ | ------------- | ------------ |
| Finalistka    | 1. | 6 kwietnia 2014 | Monterrey | Twarda       | Ana Ivanović  | 2:6, 1:6     |

## Wygrane turnieje rangi ITF
| turnieje z pulą nagród 100 000 $   |
| turnieje z pulą nagród 75/80 000 $ |
| turnieje z pulą nagród 50/60 000 $ |
| turnieje z pulą nagród 25 000 $    |
| turnieje z pulą nagród 15 000 $    |
| turnieje z pulą nagród 10 000 $    |

### Gra pojedyncza
|     | Data       | Turniej    | Kat. | ($)    | Naw.          | Finalistka          | Wynik             |
| 1.  | 10/07/2011 | Prokuplje  | ITF  | 10 000 | ziemna        | Zsofia Susanyi      | 6:2, 6:3          |
| 2.  | 06/11/2011 | Antalya    | ITF  | 10 000 | ziemna        | Ganna Poznikhirenko | 6:4, 6:2          |
| 3.  | 17/03/2012 | Mumbaj     | ITF  | 10 000 | twarda        | Keren Shlomo        | 6:3, 7:6(5)       |
| 4.  | 07/10/2012 | Antalya    | ITF  | 10 000 | ziemna        | Zuzana Zalabska     | 7:5, 7:5          |
| 5.  | 14/10/2012 | Antalya    | ITF  | 10 000 | ziemna        | Lena-Marie Hofmann  | 6:2, 6:3          |
| 6.  | 04/11/2012 | Antalya    | ITF  | 10 000 | ziemna        | Ganna Poznikhirenko | 6:2, 7:6(3)       |
| 7.  | 11/11/2012 | Antalya    | ITF  | 10 000 | ziemna        | Ana Konjuh          | 6:3, 6:1          |
| 8.  | 25/11/2012 | Antalya    | ITF  | 10 000 | ziemna        | Laura Ioana Paar    | 6:2, 6:0          |
| 9.  | 17/02/2013 | Antalya    | ITF  | 10 000 | ziemna        | Jasmina Tinjic      | 5:2 krecz         |
| 10. | 24/02/2013 | Antalya    | ITF  | 10 000 | ziemna        | Ioana Ducu          | 6:2, 7:5          |
| 11. | 14/04/2013 | Poza Rica  | ITF  | 25 000 | twarda        | Julia Cohen         | 2:6, 6:3, 6:4     |
| 12. | 19/05/2013 | Balikpapan | ITF  | 25 000 | twarda        | Yang Zi             | 6:3, 6:2          |
| 13. | 26/05/2013 | Tarakan    | ITF  | 25 000 | twarda        | Li Ting             | 6:3, 6:2          |
| 14. | 23/02/2014 | Surprise   | ITF  | 25 000 | twarda        | Tamira Paszek       | 4:6, 7:6(13), 7:5 |
| 15. | 25/10/2015 | Saguenay   | ITF  | 50 000 | twarda (hala) | Amra Sadiković      | 6:3, 6:7(5), 6:1  |
| 16. | 04/06/2017 | Wuhan      | ITF  | 25 000 | twarda        | Liu Fangzhou        | 6:0, 3:6, 6:2     |
| 17. | 26/05/2019 | Karuizawa  | ITF  | 25 000 | dywanowa      | Momoko Kobori       | 6:1, 4:6, 7:5     |